# Tmarus guineensis
Tmarus guineensis är en spindelart som beskrevs av Jacques Millot 1942. Tmarus guineensis ingår i släktet Tmarus och familjen krabbspindlar. Inga underarter finns listade i Catalogue of Life.